# همایون ارشادی

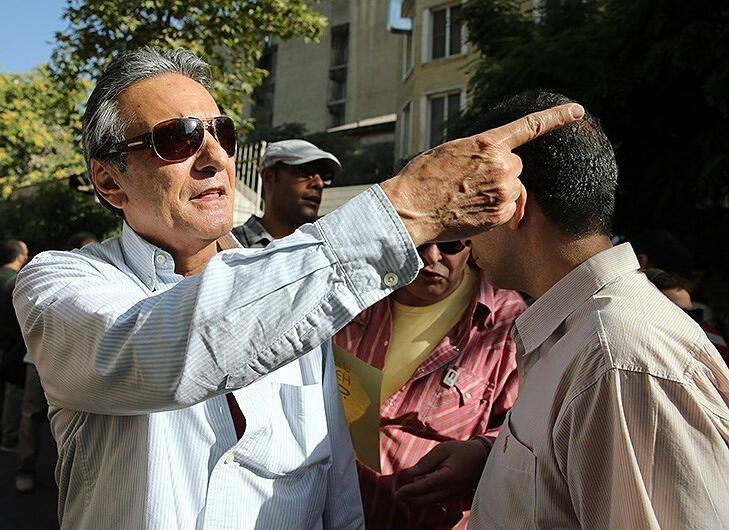
همایون ارشادی در تجمع سینماگران مقابل خانه سینما

همایون ارشادی، (زاده ۵ فروردين ۱۳۲۶) بازیگر اهل ایران است.

## زندگی و حرفه
وی تا مقطع دبیرستان در آبادان درس خواند. پس از دیپلم به ایتالیا رفت و در دانشگاه ایتالیا معماری خواند و یازده سال بعد به ایران بازگشت. ارشادی در سال ۱۳۷۵ توسط عباس کیارستمی به سینما معرفی شد. در کتاب سر کلاس با کیارستمی پال کرونین به نقل از عباس کیارستمی گفته شده که با هم آشنا می‌شوند و بعد از گذشت شش ماه در فیلم طعم گیلاس انتخاب می‌شود و به عنوان نقش اول فیلم بازی کند. طعم گیلاس جایزهٔ نخل طلا جشنواره فیلم کن را در سال ۱۹۹۷ به‌دست آورد و بازی وی نیز مورد توجه قرار گرفت. ارشادی در سال ۱۳۷۶ در فیلم درخت گلابی جلوی دوربین داریوش مهرجویی رفت و بار دیگر بازی او مورد توجه قرار گرفت. او در فیلم ملکه در سال ۱۳۹۰ به کارگردانی محمدعلی باشه آهنگر در نقش متفاوتی بدون دیالوگ ظاهر شد.
ارشادی در سال ۲۰۰۷ در بادبادک باز ساخته مارک فورستر ایفای نقش کرد. بادبادک باز اولین تجربه بین‌المللی و هالیوودی ارشادی بود؛ که تجربه موفقی برای وی به حساب آمد و نقش آفرینی او نیز مورد توجه منتقدان و عموم قرار گرفت. از نظر منتقدان و کارگردان فیلم بادبادک باز نقش‌آفرینی همایون ارشادی حیرت‌انگیز بود. همچنین روزنامه لس‌آنجلس تایمز در ۱۸ دسامبر نوشت: مارک فورستر نکته حیرت‌انگیز را در نقش‌آفرینی همایون ارشادی، بادبادک باز طبیعی بودن او می‌داند. خیلی از بازیگران به تکنیک خود تکیه می‌کنند، اما او تنها به دل خود متکی است. ارشادی در سال ۲۰۰۹ با نقش آسپاسیوس در فیلم آگورا به کارگردانی آلخاندرو آمنابار حضور یافت و بیش از پیش به اعتبار خود افزود. وی در فیلم سی دقیقه پس از نیمه شب ۲۰۱۲ ساخته کاترین بیگلو حضور کوتاهی داشت. ارشادی در سال ۲۰۱۴ به پروژه تحت تعقیب‌ترین مرد به کارگردانی آنتون کوربن پیوست و در کنار فیلیپ سیمور هافمن، ریچل مک‌آدامز و ویلم دفو در کارکتر دکتر عبدالله به ایفای نقش پرداخت.
ارشادی همچنین در سال ۲۰۱۶ در فیلمی عاشقانه به نام علی و نینو ساخت کشور انگلیس نقش آفرینی کرده است.

## کارنامهٔ هنری

### سینما

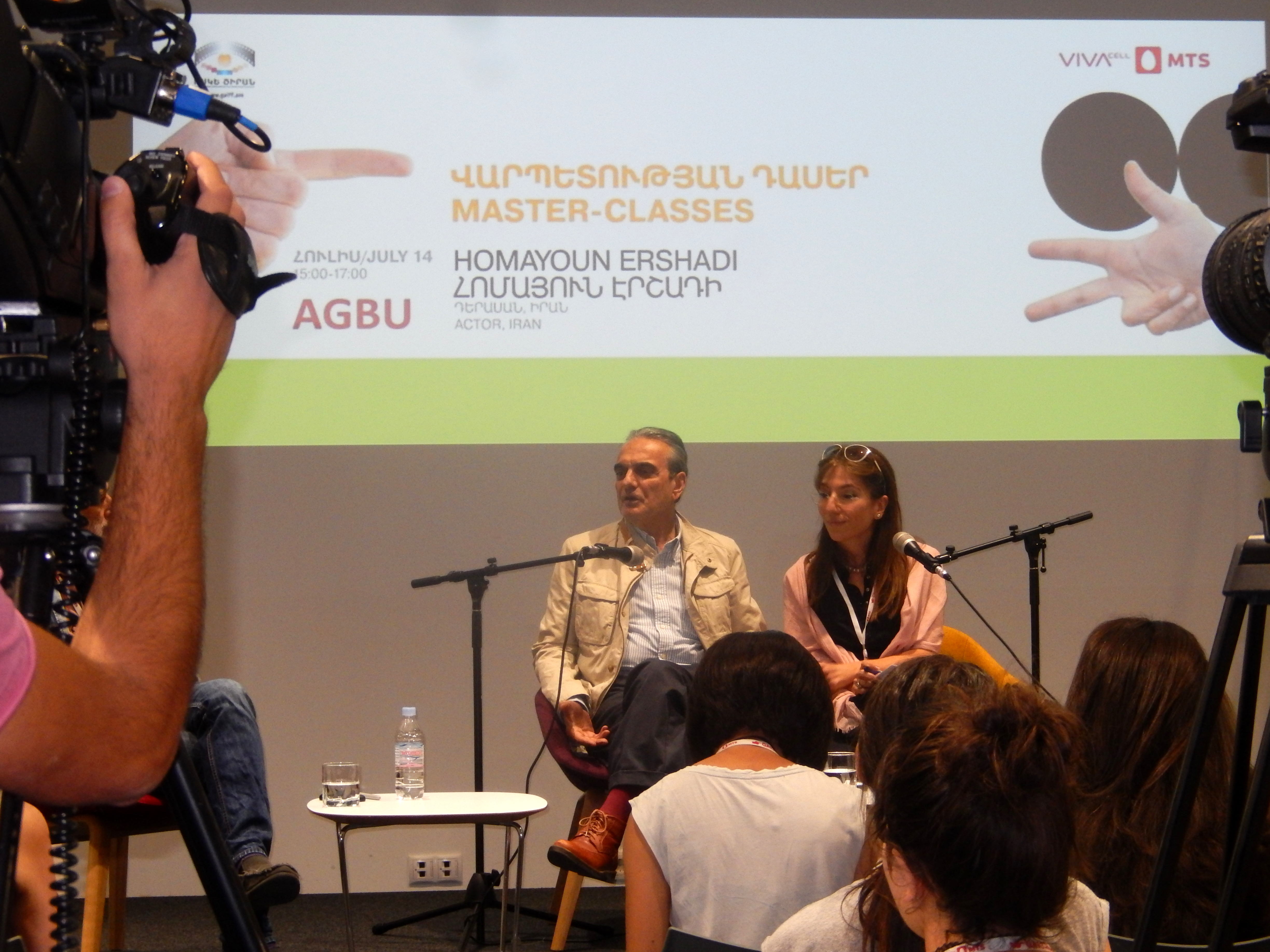
همایون ارشادی در مستر کلاس جشنواره بین‌المللی فیلم زردآلوی طلایی ایروان

- کاکادو (۱۳۷۳)
- عشق گمشده (۱۳۷۵)
- طعم گیلاس (۱۳۷۶)
- درخت گلابی (۱۳۷۶)
- پارتی (۱۳۷۹)
- بوی گل سرخ (۱۳۸۰)
- مزاحم (۱۳۸۰)
- جایی دیگر (۱۳۸۱)
- واکنش پنجم (۱۳۸۱)
- سیمای زنی در دوردست (۱۳۸۳)
- تفکرات آقای نویسنده (۱۳۸۳)
- پرونده هاوانا (۱۳۸۴)
- سفر به هیدالو (۱۳۸۴)
- رؤیای خیس (۱۳۸۴)
- از دوردست (۱۳۸۴)
- زندگی با چشمان بسته (۱۳۸۷)
- آل (۱۳۸۸)
- آینه‌های روبرو (۱۳۸۸)
- آسمان محبوب (۱۳۸۸)
- یکی از ما دو نفر (۱۳۸۹)
- زمان معکوس (۱۳۸۹)
- بی‌انتها (۱۳۸۹)
- ما همه گناهکاریم (۱۳۸۹)
- یک عاشقانه ساده (۱۳۹۰)
- یک سطر واقعیت (۱۳۹۰)
- بی خداحافظی (۱۳۹۰)
- چک (۱۳۹۰)
- نارنجی‌پوش (۱۳۹۰)
- ملکه (۱۳۹۰)
- یک، دو، سه،... پنج (۱۳۹۱)
- چه خوبه که برگشتی (۱۳۹۱)
- گناهکاران (۱۳۹۱)
- روزگاری عشق و خیانت (۱۳۹۲)
- اشباح (۱۳۹۲)
- لاله (۱۳۹۲)
- به تهران خوش آمدید (۱۳۹۲)
- ناخواسته (۱۳۹۲)
- پنج ستاره (۱۳۹۲)
- ماهی سیاه کوچولو (۱۳۹۳)
- دریا و ماهی پرنده (۱۳۹۳)
- چهارشنبه خون به پا می‌شود (۱۳۹۳)
- آشوب (۱۳۹۴)
- ماحی (۱۳۹۴)
- بن‌بست وثوق (۱۳۹۵)
- انزوا (۱۳۹۵)
- ایتالیا ایتالیا (۱۳۹۵)
- خرگیوش (۱۳۹۵)
- هت‌تریک (۱۳۹۵)
- لینا (۱۳۹۶)
- سرو زیر آب (۱۳۹۶)
- مجبوریم (۱۳۹۸)
- نیلگون (۱۳۹۸)
- حکم تجدیدنظر (۱۳۹۸)
- زد و بند (۱۳۹۹)
- روز ششم (۱۳۹۹)
- ماهان (۱۴۰۰)[۲]
- عطرآلود (۱۴۰۱)

- بادبادک‌باز (۲۰۰۷)
- آگورا (۲۰۰۹)
- سی دقیقه پس از نیمه‌شب (۲۰۱۲)
- تحت‌تعقیب‌ترین مرد (۲۰۱۴)
- آرمان‌شهر (۲۰۱۵)
- علی و نینو (۲۰۱۶)
- آخرین سکنه (۲۰۱۶)

### مستند
- آبی به رنگ آسمان (امیر رفیعی ۱۳۹۶)[۳]

. مستند آخرین زنگی زمانه (مهرداد خاکی)
. مستند فرهاد مهرداد

### فیلم کوتاه
فیلم کوتاه طولانی‌تر از همیشه (۱۳۹۸) به نویسندگی و کارگردانی فرزین سعید

### تلویزیون
| سال       | عنوان مجموعه          | سمت    | کارگردان                                           | شبکه                                |
| --------- | --------------------- | ------ | -------------------------------------------------- | ----------------------------------- |
| ۱۴۰۲      | سایه باز              | بازیگر | علی یاور                                           | شبکه نمایش خانگی                    |
| ۱۴۰۰      | هم بازی               | بازیگر | سروش محمدزاده                                      | شبکه ۲                              |
| ۱۳۹۹      | جلال ۲                | بازیگر | حسن نجفی                                           | شبکه ۱                              |
| ۱۳۹۸      | مانکن                 | بازیگر | حسین سهیلی‌زاده                                     | شبکه نمایش خانگی                    |
| ۱۳۹۸      | دل‌دار                 | بازیگر | جمشید محمودی و نوید محمودی ۳۰ قسمت                 | شبکه دو                             |
| ۱۳۹۷      | رقص روی شیشه          | بازیگر | مهدی گلستانه ۲۶ قسمت                               | شبکه نمایش خانگی                    |
| ۱۳۹۶      | دیوار به دیوار        | بازیگر | سامان مقدم ۲۴ قسمت                                 | شبکه سه                             |
| ۹۵–۱۳۹۴   | آسپرین                | بازیگر | فرهاد نجفی                                         | شبکه نمایش خانگی در نقش دکتر اردلان |
| ۱۳۹۳      | راه شیری              | بازیگر | اپیزود پسر                                         |                                     |
| ۱۳۹۳      | زخم                   | بازیگر | مسعود آب‌پرور                                       | شبکه سه                             |
| ۱۳۹۱–۱۳۹۲ | خانه‌ای روی تپه        | بازیگر | داریوش یاری                                        | شبکه دو                             |
| ۱۳۹۱      | به خاطر مونا          | بازیگر |                                                    |                                     |
| ۱۳۹۰      | تا ثریا               | بازیگر | سیروس مقدم                                         | شبکه یک                             |
| ۱۳۸۸      | شمس العماره           | بازیگر | سامان مقدم                                         | شبکه دو                             |
| ۱۳۸۵      | من نه منم             | بازیگر | بهروز خلجی                                         | شبکه دو                             |
| ۱۳۸۲–۱۳۸۱ | باغ بلور              | بازیگر |                                                    |                                     |
| ۱۳۸۰      | آخرین روزهای شاد بودن | بازیگر | حجت قاسم‌زاده اصل                                   | شبکه ۱                              |
| ۱۳۸۰      | باران عشق             | بازیگر | حجت قاسم‌زاده اصل شبکه تهران اپیزود زاِیری زیر باران |                                     |
| ۱۳۷۸–۱۳۷۷ | بگذار آفتاب برآید     | بازیگر | حسین مختاری                                        | شبکه ۳                              |
| ۱۳۷۷      | همشاگردی‌ها            |        |                                                    |                                     |

## جوایز
- جایزه بنیاد بلونلیج در بخش بازیگری در هفتاد و ششمین جشنواره بین‌المللی فیلم ونیز ۲۰۱۹
- نامزد جایزه بهترین روایت جوایز بین‌المللی فیلم و ویدئو تورنتو برای بازی در فیلم آرمان‌شهر ۲۰۱۶
- نامزد جایزه بهترین بازیگر جشنواره بین‌المللی فیلم اکشن ان فیلم آمریکا بازی در فیلم اینجا ایران ۲۰۱۳
- نامزد جایزه بهترین بازیگر نقش مکمل مرد انجمن منتقدان فیلم دالاس‌فورت وورث برای بازی در فیلم بادبادک‌باز ۲۰۰۸
- نامزد جایزه بهترین بازیگر نقش مکمل مرد انجمن بازنشستگان آمریکا برای بازی در فیلم بادبادک‌باز ۲۰۰۸